# Estadio Edgardo Baltodano Briceño
Estadio Edgardo Baltodano Briceño – stadion sportowy w mieście Liberia, w Kostaryce. Został otwarty w 1977 roku. Może pomieścić 5797 widzów. Swoje spotkania rozgrywają na nim piłkarze klubu Municipal Liberia. Obiekt był jedną z aren piłkarskich Mistrzostw Świata U-17 kobiet 2014.